# Matjaž
Matjaž je moško osebno ime, pa tudi priimek.

## Izvor imena
- Ime Matjaž je različica imena Matija.[1]

## Različice imena
- moške različice imena: Matijaž, Matjaš (tudi pri Prekmurcih), Matjažek, Matju, Matjuš, Mato, Matko, Tašek, Taško, Tašo, Tjaž, Tjaša, Taža, Tjašo, Tjoš, Tjuš
- ženske različice imena: Matjaša, Matjaža, Matjažka, Matjuša, Matjuška, Tjaša

## Pogostost imena
- Po podatkih Statističnega urada Republike Slovenije je bilo na dan 31. decembra 2007 v Sloveniji število moških oseb z imenom Matjaž: 9.722. Med vsemi moškimi imeni pa je ime Matjaž po pogostosti uporabe uvrščeno na 20. mesto.[2]

## Osebni praznik
- V koledarju je ime Matjaž uvrščeno k imenu Matija, ki goduje 24. februarja (Matija, apostol).[3]